# Ирх-Сирмы-Ронги
Ирх-Сирмы-Ронги (чув. Йĕшĕмкасси) — деревня в Мариинско-Посадском муниципальном округе Чувашской Республики. С 2004 до 2023 года входила в состав Первочурашевского сельского поселения.

## География
Находится в северо-восточной части Чувашии, на расстоянии приблизительно 16 км на юг по прямой от районного центра города Мариинский Посад.

## История
Известна с 1897 года, когда здесь проживало 152 человека. В 1926 году было учтено 36 дворов, 172 жителя, в 1939—208 жителей, в 1979—121. В 2002 году было 32 двора, в 2010 — 25 домохозяйств. В 1931 году образован колхоз «Юшунево», в 2010 году действовал СХПК «Звезда».

## Население
Постоянное население составляло 67 человек (чуваши 99 %) в 2002 году, 54 в 2010.